# Katharina von Hanau (1408–1460)
Katharina von Hanau (* 25. Januar 1408; † 25. September 1460) war die älteste Tochter von Reinhard II. von Hanau, der 1429 erster Graf von Hanau wurde, und von Katharina von Nassau-Beilstein († 6. September 1459).
Katharina von Hanau war zweimal verheiratet:
1. 1421 mit Graf Thomas II. von Rieneck (* vor 1408; † 8. Februar 1431), zweifacher Witwer, zuvor verheiratet zunächst mit Elisabeth von Henneberg, anschließend mit Elisabeth von Castell. Diese ersten Ehen blieben kinderlos. Die Verlobung war am 14. Oktober 1419 erfolgt. Ausgestattet wurde sie nach der Hochzeit mit Schloss Wildenstein. Aus der Ehe gingen hervor
  1. Philipp der Ältere, zu Grünsfeld, Lauda und Wildenstein († 5. Dezember 1488), verheiratet mit Pfalzgräfin Amalia von Pfalz-Mosbach (* 1433; † 15. Mai 1483), Tochter von Pfalzgraf Otto I. von Pfalz-Mosbach
  2. Philipp der Jüngere, zu Lohr, Gemünden, Brückenau und Schildeck († 14. Juli 1497); er war zunächst geistlich, trat 1454 in den weltlichen Stand und heiratete zweimal:
    1. Margarethe von Eppstein († 27. Oktober 1463)
    2. 1465 Anna von Wertheim-Breuberg
2. 1434 mit Graf Wilhelm II. von Henneberg-Schleusingen (* 14. März 1415; † 8. Januar 1444[1]). Die Verlobung fand am 17. Mai 1432 statt. Am 15. Juni 1432 verzichtete sie auf Rechtsansprüche gegenüber der Grafschaft Rieneck. Dafür erhielt sie ihre Aussteuer in Höhe von 8000 Gulden und erhielt seitens ihres Bräutigams eine Morgengabe in Höhe von 16000 Gulden, die mit Amt und Schloss Mainberg bei Schweinfurt abgesichert wurden. Aus dieser Ehe gingen hervor:
  1. Wilhelm III. (* 12. März 1434; † 26. Mai 1480), verheiratet mit Herzogin Margarethe von Braunschweig-Wolfenbüttel (* 1451; † 13. Februar 1509)
  2. Margarethe (* 1437; † 1491), Nonne im Kloster Ilm
  3. Johann II. (* 2. Juli 1439; † 20. Mai 1513), 1472 Abt des Klosters Fulda
  4. Berthold XII. (* 9. Januar 1441), geistlich
  5. Berthold XIV. (* 4. März 1443; † 20. April 1495), Propst in Bamberg
  6. Margarethe (* 10. Oktober 1444; † zw. 16. Februar 1485 und 3. März 1485), verheiratet mit Graf Günther XX. (XXXVI.) von Schwarzburg-Arnstadt (* 8. Juli 1439; † 30. Dezember 1503 in Rudolstadt)

Nach dem Tod ihres ersten Mannes führte Katharina für ihre noch unmündigen Kinder in der Grafschaft Rieneck vormundschaftlich die Regierung. Nach ihrer Wiederverheiratung übernahm diese Aufgabe ihr Bruder, Graf Reinhard III. von Hanau.
Katharina starb am 25. September 1460 auf Schloss Maßfeld bei Meiningen.

## Vorfahren
| Ahnentafel Katharina von Hanau | Ahnentafel Katharina von Hanau                                                          | Ahnentafel Katharina von Hanau                                                          | Ahnentafel Katharina von Hanau                                                          | Ahnentafel Katharina von Hanau                                                          | Ahnentafel Katharina von Hanau | Ahnentafel Katharina von Hanau |
| ------------------------------ | --------------------------------------------------------------------------------------- | --------------------------------------------------------------------------------------- | --------------------------------------------------------------------------------------- | --------------------------------------------------------------------------------------- | ------------------------------ | ------------------------------ |
| Urgroßeltern                   | Ulrich III. von Hanau (* 1310; † 1369/70) ⚭ Adelheid von Nassau († 1344)                | Graf Eberhard von Wertheim (* ; † 1373) ⚭ Katharina von Hohenzollern († nach 1369)      | Heinrich I. von Nassau-Beilstein († 1378/80) ⚭ Meyna von Westerburg († 1388)            | Arnold von Randerode ⚭ ?                                                                |                                |                                |
| Großeltern                     | Ulrich IV. von Hanau (* 1330/40; † 1380) ⚭ Elisabeth von Wertheim (* 1347; † 1378)      | Ulrich IV. von Hanau (* 1330/40; † 1380) ⚭ Elisabeth von Wertheim (* 1347; † 1378)      | Heinrich II. von Nassau-Beilstein († 1412) ⚭ Katharina von Randerode († zirka 1415)     | Heinrich II. von Nassau-Beilstein († 1412) ⚭ Katharina von Randerode († zirka 1415)     |                                |                                |
| Eltern                         | Reinhard II. von Hanau (* zirka 1369; † 1451) ⚭ Katharina von Nassau-Beilstein († 1459) | Reinhard II. von Hanau (* zirka 1369; † 1451) ⚭ Katharina von Nassau-Beilstein († 1459) | Reinhard II. von Hanau (* zirka 1369; † 1451) ⚭ Katharina von Nassau-Beilstein († 1459) | Reinhard II. von Hanau (* zirka 1369; † 1451) ⚭ Katharina von Nassau-Beilstein († 1459) |                                |                                |
| Katharina                      |                                                                                         |                                                                                         |                                                                                         |                                                                                         |                                |                                |

## Nachweise
1. ↑  Das Datum des Todestages weicht in den verschiedenen Quellen leicht ab und wird zwischen dem 7. und 9. Januar angegeben

| Personendaten    | Personendaten                                                                                       |
| ---------------- | --------------------------------------------------------------------------------------------------- |
| NAME             | Katharina von Hanau                                                                                 |
| ALTERNATIVNAMEN  | Katharina von Rieneck; Katharina von Henneberg-Schleusingen; Hanau, Katharina von                   |
| KURZBESCHREIBUNG | Gemahlin 1. des Grafen Thomas II. von Rieneck; 2. des Grafen Wilhelm II. von Henneberg-Schleusingen |
| GEBURTSDATUM     | 25. Januar 1408                                                                                     |
| STERBEDATUM      | 25. September 1460                                                                                  |
| STERBEORT        | Schloss Maßfeld bei Meiningen                                                                       |